# Чиссов Іван Михайлович
Іва́н Миха́йлович Чиссов (нар. 1916 — пом. 1986) — радянський військовий льотчик часів Другої світової війни, штурман авіації далекої дії.
З парашутом, що не розкрився, впав з висоти 7000 метрів і залишився живим.
Батько академіка РАМН Валерія Чиссова.

## Життєпис
Народився 1916 року в селі Богданівці (нині — Новосанжарський район Полтавської області). Росіянин.
До лав РСЧА призваний у 1935 році. Учасник німецько-радянської війни з червня 1941 року. Воював штурманом корабля 98-го далекобомбардувального авіаційного полку. За період з 22 червня 1941 по 25 січня 1942 року старший лейтенант І. М. Чиссов здійснив 47 бойових вильотів.
25 січня 1942 року на бомбардувальнику ДБ-3ф під командуванням старшого лейтенанта М. П. Жугана виконував бойове завдання командування зі знищення літаків противника на аеродромі Смоленськ, проте був атакований ворожими винищувачами і підбитий. За наказом командира корабля, старший лейтенант І. М. Чиссов вистрибнув з парашутом з висоти близько семи тисяч метрів. Перебуваючи в розрідженому повітрі, знепритомнів і, не встигнувши розкрити парашут, упав на дно глибокого засніженого яру. Очевидцями падіння були кіннотники генерал-майора П. О. Бєлова, які й знайшли льотчика непритомним. Діставши травму хребта, лікувався в шпиталі.
Після одужання був усунутий від бойових вильотів. Направлений до Ворошиловградської військової авіаційної школи викладачем.
Після закінчення війни продовжував військову службу. У 1958 році закінчив Військово-політичну академію імені В. І. Леніна. Після виходу в запас підполковник І. М. Чиссов став пропагандистом при Центральному будинку Радянської армії.
Помер у 1986 році.

## Нагороди
Нагороджений орденами Червоного Прапора (08.08.1943), Вітчизняної війни 1-го ступеня (11.03.1985) і медалями.